# Organização Mundial de Boxe
A Organização Mundial de Boxe (OMB), em inglês World Boxing Organization (WBO), é uma das principais federações de boxe profissional, juntamente com a AMB, CMB e FIB.

## História
A OMB começou depois que um grupo de empresários porto-riquenhos e dominicanos saíram da convenção anual de 1988 da AMB na Ilha de Margarita, na Venezuela, sobre disputas sobre quais regras devem ser aplicadas.
O primeiro presidente da OMB foi Ramón Piña Acevedo, da República Dominicana. Logo após o seu início, a OMB estava organizando campeonatos mundiais em todo o mundo. Sua primeira luta pelo campeonato foi pelo título vago super-médio, entre Thomas Hearns e James Kinchen; Hearns ganhou por decisão. A fim de ganhar a respeitabilidade, a OMB elegeu o ex-campeão mundial dos meio-pesados José Torres de Ponce (Porto Rico), como seu presidente. Torres saiu em 1996, dando lugar ao advogado porto-riquenho Francisco Valcarcel como presidente. Valcarcel mantém esse cargo desde então.
Enquanto a FIB reconheceu Larry Holmes como seu primeiro campeão peso-pesado (como fizeram com vários campeões estabelecidos nas divisões de menor peso), a OMB sancionou o combate entre dois relativamente lutadores desconhecidos, o italiano Francesco Damiani (medalhista de prata na categoria dos superpesados nos Jogos Olímpicos de 1984) e o sul-africano Johnny DuPlooy, para determinar o titular inaugural de seu próprio título de peso-pesado em 1989. Damiani venceu a luta, tornando-se o primeiro campeão dos pesos pesados da OMB. Enquanto que as outras entidades de boxe reconheceram o então invicto Mike Tyson como o campeão indiscutível dos pesos-pesados.

## Atuais campeões da OMB
| Peso          | Campeão             | Desde                   | Ref.  |
| ------------- | ------------------- | ----------------------- | ----- |
| Peso-mínimo   | Oscar Collazo       | 27 de maio de 2023      | [ 4 ] |
| Mosca-ligeiro | René Santiago       | 13 de março de 2025     | [ 4 ] |
| Peso-mosca    | Anthony Olascuaga   | 20 de julho de 2024     | [ 4 ] |
| Supermosca    | Phumelele Cafu      | 14 de outubro de 2024   | [ 4 ] |
| Peso-galo     | Yoshiki Takei       | 6 de maio de 2024       | [ 4 ] |
| Supergalo     | Naoya Inoue         | 25 de julho de 2023     | [ 4 ] |
| Peso-pena     | Rafael Espinoza     | 9 de dezembro de 2023   | [ 4 ] |
| Superpena     | Emanuel Navarrete   | 3 de fevereiro de 2023  | [ 4 ] |
| Peso-leve     | Keyshawn Davis      | 14 de fevereiro de 2025 | [ 4 ] |
| Superleve     | Teofimo Lopez       | 10 de junho de 2023     | [ 4 ] |
| Meio-médio    | Terence Crawford    | 9 de junho de 2018      | [ 4 ] |
| Médio-ligeiro | Sebastian Fundora   | 30 de março de 2024     | [ 4 ] |
| Peso-médio    | Janibek Alimkhanuly | 26 de agosto de 2022    | [ 4 ] |
| Supermédio    | Canelo Álvarez      | 8 de maio de 2021       | [ 4 ] |
| Meio-pesado   | Dmitry Bivol        | 22 de fevereiro de 2025 | [ 4 ] |
| Cruzador      | Gilberto Ramírez    | 16 de novembro de 2024  | [ 4 ] |
| Peso-pesado   | Oleksandr Usyk      | 25 de setembro de 2021  | [ 4 ] |